# 虚偽報道

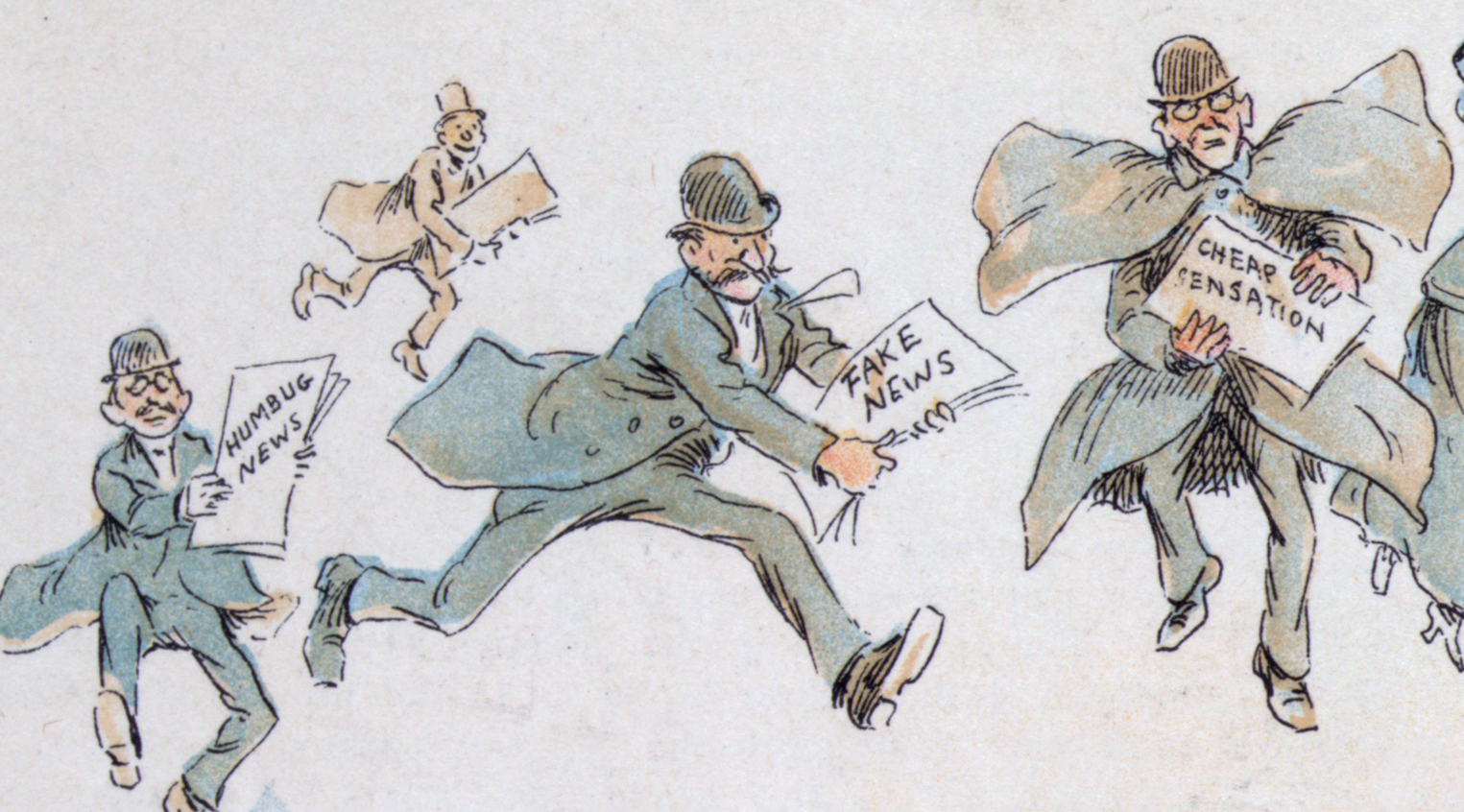
偽ニュースを伝播する様々な記者を描いた1894年のイラスト

虚偽報道（きょぎほうどう）あるいはフェイクニュース（英: fake news）、偽ニュースとは、マスメディアやソーシャルメディアなどの媒体において事実と異なる情報を報道すること、またはそのような報道そのものを指し示す。
初めから虚偽であることを認識した上で行う架空の報道や、推測を事実のように報道するなど、故意のものについては捏造報道といわれることもある。

## 概要
虚偽報道は広義の誤報に該当するが、法的には、「誤報」が過失によるものを指すのに対し、「虚偽報道」ないし「虚報」は故意であり意図的なものを指す。特にコモン・ローにおいては、悪意を持って行う虚報である悪意虚偽（英：malicious falsehood）が問題とされるが、これはあくまで法的な問題で、報道の受け手からすれば、故意でも過失でも、悪意があってもなくても、全て「虚偽報道」である。また法的には、虚偽報道の対象となった個人または法人（報道被害者）の名誉棄損やプライバシー侵害を法廷で問うことによる救済が重要視されるが、虚偽報道が実在の個人や法人に関連しない場合でも、報道の受け手が、すなわち正確な情報を知る権利を有する大衆が、虚偽報道による「報道被害者」となりうる。
かつては、テレビ・新聞・雑誌などの「オールドメディア」とされるマスメディアの報道のみが虚偽報道となりえたが、ソーシャルメディアが発達した時代においては、SNSなどで個々人が流すデマや、発信元（ニュース・ソース）が全く不明な報道も虚偽報道となりえるようになった。SNSでは、「事実」であるかないかには全く関心が払われず、友人などの「信頼できる人物」から回って来た「真実性の高い情報」が盛んにシェアされ、爆発的に流布される。このような、「事実」ではないが「真実」である、と言う報道（ポスト真実、英：Post-truth）も、事実と異なる限りは虚偽報道である。
ウケ狙いや風刺などの目的で、最初から「嘘」であることが明示されたニュース（嘘ニュース）は虚偽報道に含まない。嘘ニュースは、本文どころか見出しから笑いを狙っており、記事本文や社名や社是などの目立つところに「嘘」「虚構」「（うそ）八百」「バ科」などと記載されている。しかし、これらの嘘ニュースを信じ込んでしまう人も多く、嘘ニュースを「真実」としてSNSなどで拡散してしまった場合、拡散したその人自身が虚偽報道を行ったことになる。英語圏で嘘ニュースの代表とされる「ジ・オニオン」（日本で言う「虚構新聞」や「バ科ニュース」のようなもの）のような、あからさまに可笑しく書かれた嘘ニュースを真に受けて「真実」として拡散する人も少なくなく、人々のメディア・リテラシーの低さが虚偽報道問題の一翼を担っているとされる。
英語では「fake news」と呼ばれる。「fake news」は、広義の「misinformation」（誤報）または「disinformation」（偽情報）に該当し、また「hoax」（捏造）の一種でもある。かつては、テレビ・新聞・雑誌などの報道機関による「ジャーナリズム」における虚偽報道は「journalistic hoaxes」（捏造記事）と呼ばれ、「（ネットの）嘘ニュース」のことを「fake news」と呼んだが、ソーシャルメディアで流れてきたニュースフィードの記事を見る人が多い時代においては、紙媒体の新聞や雑誌などにも載っているジャーナリストが書いた記事でもネットの嘘ニュースサイトにしか載っていない記事でも区別されずに自分のフィードに流れてくるため、特にアメリカの大統領が「報道機関」にあたるテレビ局に「fake news」とのお墨付きを与えた2017年以降は、どちらも区別せずに「fake news」と呼ばれることが多い。2016年頃より「ポスト真実」時代の重要なキーワードの一つとして、高い政治性を持つようになった言葉である。
虚偽報道を行う権利は、アメリカでは合衆国憲法の修正第1条で保証されており、日本でも日本国憲法第21条に基づいて、たとえフェイクニュースであっても言論の自由が保障されている。一方で虚偽報道を行った場合、民法に基づいて懲戒処分を受けたり、刑法に基づいて裁かれることがあるが、裁かれないこともあり、一人二人が裁かれようが裁かれまいが新手の虚偽報道が次々と登場する。そのため、虚偽報道の発生自体は防ぎようがないが、虚偽報道を見抜くためには、ファクトチェックが有効とされる（Wikipedia内にも偽情報がありうるので、それを見抜くのにもファクトチェックは有効）。アメリカでは1990年代より専門のファクトチェック機関が存在し、またマスコミ各社にも専従のファクトチェック要員が存在する。ただし、機能しないこともあり、2016年アメリカ合衆国大統領選挙では、真偽不明の情報があまりに多すぎたり、ファクトチェックを行うマスコミ自身が「フェイク・ニュース」とみなされたりして、ファクトチェックが十分に機能しなかったという。また、虚偽報道を見抜こうとする以前に、虚偽報道は見た時点で相手に報酬を与えるのと同じであり、さらにリツイートやシェアをした時点で自分も虚偽報道に加担したのと同じになるので、あからさまに扇情的な報道にはそもそも「興味を持たない」「見ない」ことも重要である。

### 「ポスト真実」時代の虚偽報道（フェイクニュース）
虚偽報道は、20世紀初頭には新聞・雑誌などにおいて既に問題視されており、虚偽報道しかしない報道機関が「イエロージャーナリズム」と呼ばれ、あるいは政治的な虚偽報道は「プロパガンダ」と呼ばれるなどしていたが、インターネットが発達した21世紀初頭、2000年代以降において、アフィリエイトによる金銭目的で、わざと扇情的な虚偽報道で閲覧者のクリックを誘う「クリックベイト」や、あるいは金銭目的や悪意すらなくただ単にネット上で注目を浴びたいがためだけに虚偽報道を行う者が登場し、インターネットが新たな虚偽報道の舞台として立ち上がった。SNSが発達した2010年代には、検索サイトのアルゴリズムの最適化が向上しすぎた結果、「事実」かどうかにかかわらず個々人が見たい「真実」しか検索で引っかからなくなるフィルターバブル現象が発生し、「真実」と言う名のもとに虚偽報道がSNSで爆発的に広まるようになったために、「ポスト真実」の時代の問題として虚偽報道が再び脚光を浴びることになった。
アメリカでは、SNSにおけるフェイク・ニュースの応酬があったとされる2016年アメリカ合衆国大統領選挙と、「街のとあるピザ屋が、大統領候補のヒラリー・クリントンが関わる児童売春の拠点になっている疑惑がある」との報道をSNSで知った男が「真実を知る」ためにピザ屋にライフルを持って押し入った「ピザゲート事件」（2016年11月）がきっかけで、SNSにおけるフェイク・ニュースの在り方が議論になった（アメリカでは、「街のとあるピザ屋がヒラリーも運営に関与する児童買春の拠点である」と言う説が「事実である」と考える人と、「フェイク・ニュースである」と考える人と、これが「事実」かどうかはともかくヒラリーが逮捕されるべき存在なのは「真実」である、と考える人がいる）。さらに、ヒラリー・クリントン候補を支持したとされるCNNが、2017年1月11日のトランプ大統領の記者会見で大統領に「フェイク・ニュース」と名指しされたことで、オールドメディアも巻き込んでさらに議論が活発化した。
日本では、2016年アメリカ大統領選挙の報道に加えて、DeNAなどのネット企業が「キュレーションサイト」などの名目で、虚偽の情報を多数公開してアフィリエイト収入を上げていたことが発覚した「まとめサイト問題」（2016年12月）があったことが、「ポスト真実」の時代の虚偽報道とメディアの在り方の議論が活発化した契機である。
「ポスト真実」時代の確立に、TwitterとFacebookで虚偽報道の拡散が大きな役割を果たした。偽情報拡散の批判を受け、Facebookは2016年12月にファクトチェック機能を実装した。
「事実」かどうかはともかく「真実」である、と言う事象を指す「ポスト真実」（post-truth）とよく似た概念として、「事実」と並行して存在する「もう一つの事実」と言う意味の代替的事実（英：alternative facts）という言葉がある。これは、2017年1月22日にケリーアン・コンウェイ大統領顧問が口にした言葉で、ジョージ・オーウェルの小説『1984年』を惹起させる言葉だったため、「ポスト真実」時代を象徴する言葉として広まった。
メディアの報道と自分の認識が食い違った場合、メディアが虚偽報道を行っている可能性があるが、「ファクトチェック」の結果として、メディアの報道が「事実」だと判明しても、自分の認識が「もう一つの事実」だとすれば、自分の認識は「事実」と言うことになり、そうすると「事実」に反する報道を行っているメディアが逆に「虚偽報道」であるという事実が確定的に明らかになる（このように「事実」を認識しながら「もう一つの事実」を信じる思考を『1984年』の用語で「二重思考」と言う）。なお、コンウェイ大統領顧問は「代替的事実」が「事実」だと主張しているが、テレビ司会者のチャック・トッドは、「代替的事実」は「嘘」だと主張している。

### ニューエイジとオカルトから右派陰謀論、そしてポスト・トゥルースへ

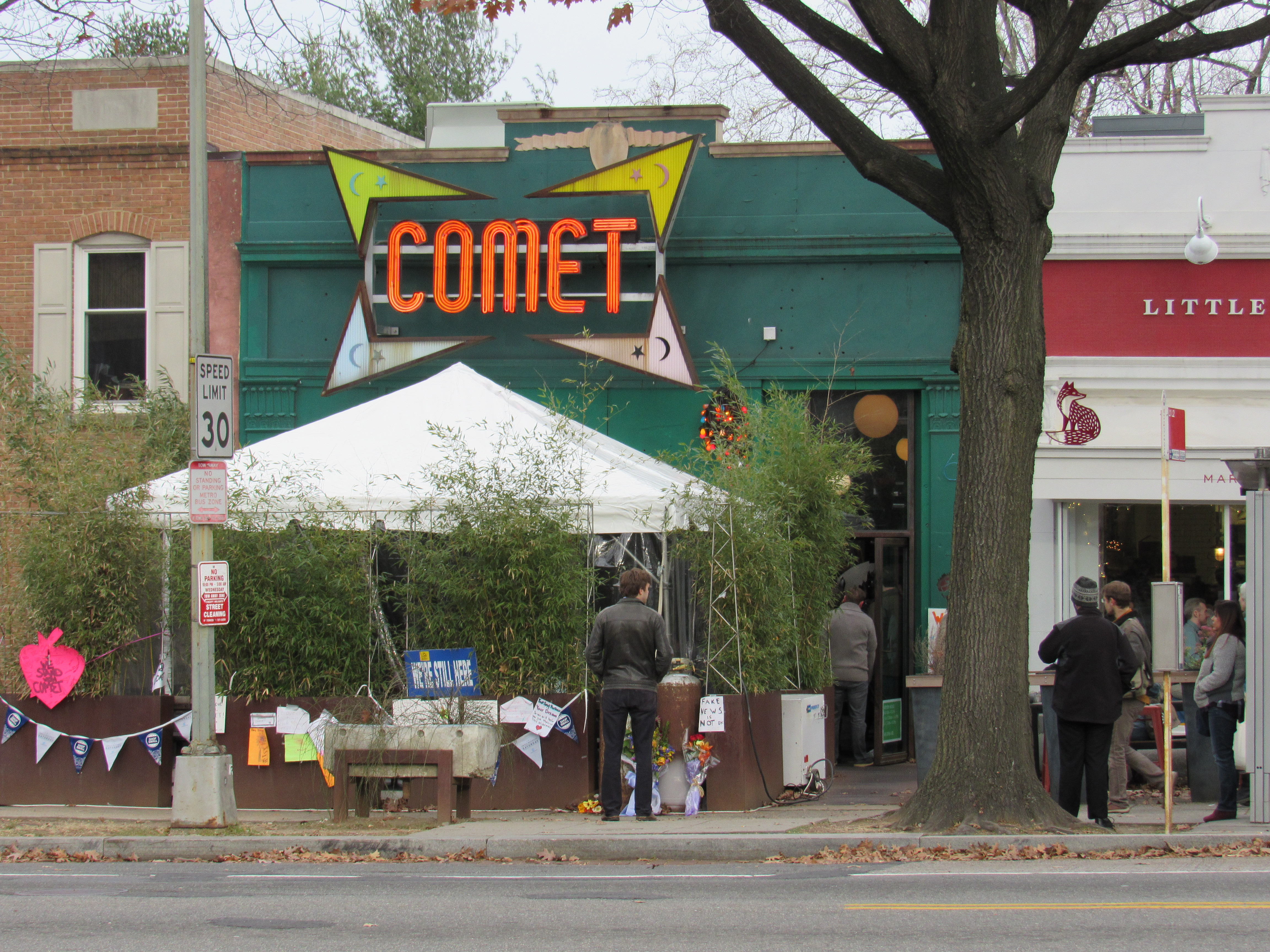
児童性的虐待の関与を疑われたワシントンD.C.のピザ店、コメット・ピンポン。ピザゲート事件は「ピザ店の地下が小児性愛者による児童買春の巣窟となっており、それにヒラリー・クリントン陣営が関わっている」という4chan発の荒唐無稽な陰謀論である。ピザゲートは、ポスト真実の政治を象徴する出来事とみなされており、2016年の米大統領選にも大きな影響を与えた。

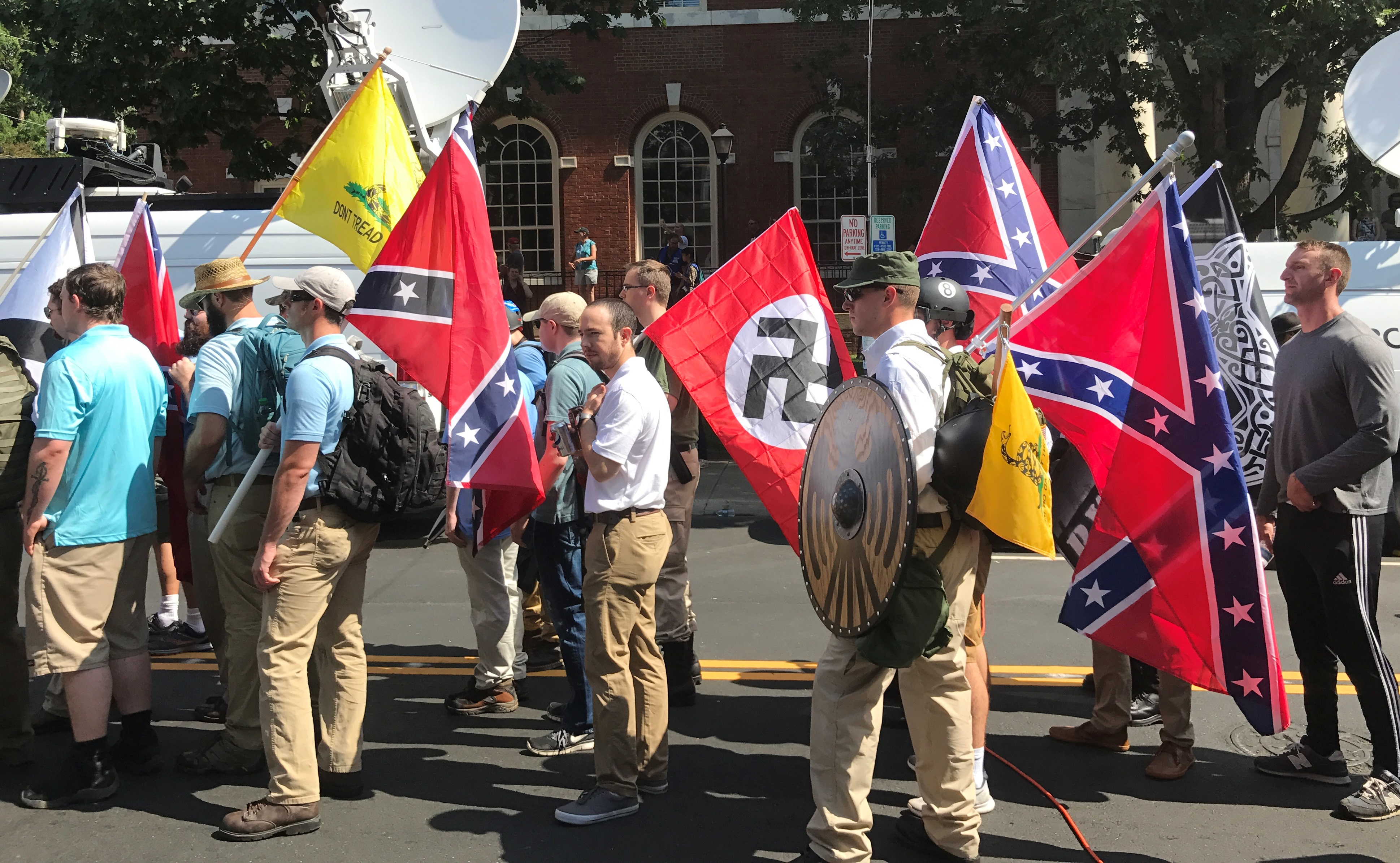
オルタナ右翼とは、共和党保守本流・支配階級に対する反発をもとに発展した、アメリカの新右翼運動。反ポリコレ的な価値観を主軸として、新反動主義や白人ナショナリズムを取り込みながら台頭した。また4chanや8chanで流行した「カエルのペペ」「ゲーマーゲート集団嫌がらせ事件」「ピザゲート」「QAnon」など悪名高いインターネット・ミームもオルタナ右翼の成長に大きく貢献している。その意味では思想上の学派やリーダーのようなものはなく、日本のネット右翼と同様に「中心のない運動体」といえる。またオルタナ右翼は2016年の米大統領選挙でドナルド・トランプを支持した。

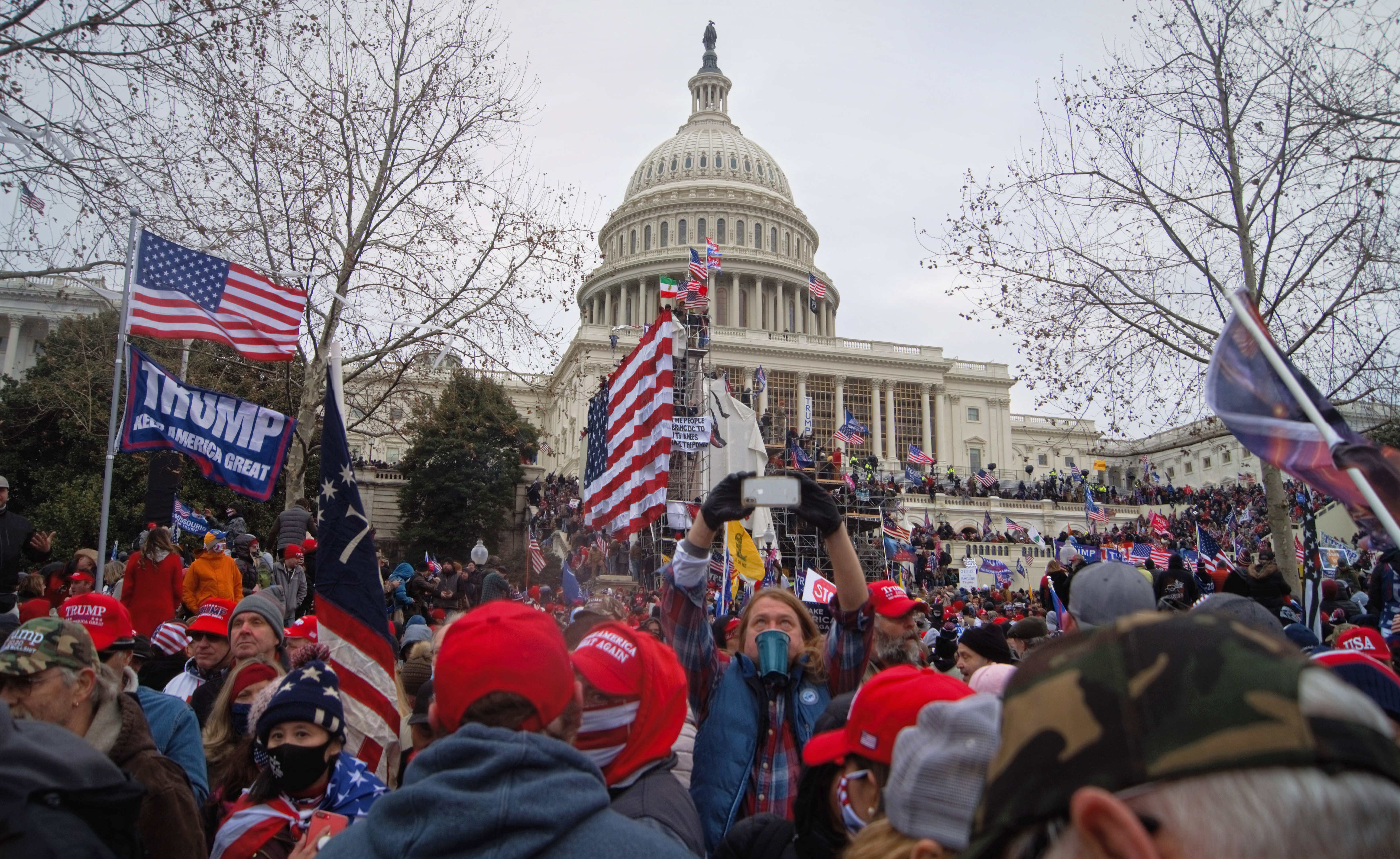
CHANカルチャーから生まれたQAnon陰謀論者やオルタナ右翼が「民主主義の象徴」である連邦議会議事堂を襲撃・占拠している様子（2021年1月6日）

アメリカではカウンターカルチャーの流れで、ニューエイジスピリチュアリティが隆盛した。その題材は、ヨーガ、瞑想、占星術や血液型占いなどの占い、心霊写真、超常現象、チャクラ、オーラ、水晶、前世、スピリチュアル・ヒーリング、サイキック超能力の開発、天使と妖精、象徴表現、民間伝承、古代密儀宗教、世界の宗教の聖典の秘教的な解釈などである。これらは科学に基づかない反知性的な傾向がある。
カウンターカルチャーに対抗する保守派の運動もこの影響を受けており、後にインターネットの普及も手伝い、非常に反知性主義的な陰謀論とも結びつくこととなる。この種の陰謀論では、キリスト教原理主義的な世界観（黙示録、天使と悪魔の終末戦争、最後の審判、神の王国到来）に加え、かつてはカウンターカルチャー側だったオカルト的な世界観（古代神・宇宙人・電波系など）も入り混じっている。
また、公民権運動やカウンターカルチャー運動で、人種マイノリティや性的マイノリティなどのアファーマティブ・アクションが実施され、アイデンティティ政治が台頭した。これによって、マジョリティ集団がマイノリティ集団の優遇によって逆差別されてしまうという問題が起こった。
1980年代には、保育園などで悪魔崇拝者による児童性的虐待が起きているというデマの告発が相次いだ。これは、社会が異端者を排除しようとするモラル・パニックの心理によるものと考えられている。またテッド・ガンダーソンは、FBIロサンゼルス支局長を引退後に気が狂い、大統領・連邦政府やCIAが悪魔崇拝者の影の政府に乗っ取られて児童売春に関与しているという陰謀論を1980-90年代に広めた。また、ミルトン・ウィリアム・クーパーはUFOオカルト系の陰謀論を提唱し、影の政府は地球外生命と協力関係にあると主張した。
2016〜2017年から英語圏の匿名掲示板「4chan」を舞台に広まった右派陰謀論のピザゲートやQAnonも、悪魔的儀式虐待の典型的な主張を多く取り入れている。この陰謀論では、虐待が行われるとされる場所は、1980〜90年代のパニックで主張された保育園などから、リベラル的なハリウッド俳優や政治家、高位官僚などによる悪魔崇拝者の秘密結社（カバール）へと変わっている。
ドキュメンタリー映画『フィールズ・グッド・マン』では、米アンダーグラウンド・コミック界のアーティスト、マット・フュリーが生み出したカエルのペペというキャラクターが、白人至上主義やネオナチなどヘイトのシンボルとして4chanのオルタナ右翼に広く拡散された経緯と、ペペのイメージ奪還にマットが乗り出す様子が描かれている。文芸評論家の藤田直哉は朝日新聞に寄せた批評の中で、トランプ現象を生みだしたアメリカのネット社会について次のように評した。

ライターの常川拓也も、4chanが過激な思想をまき散らす有害なプラットフォームになっているとして匿名掲示板の危険性を次のように論じている。
さらには、政敵に対してネガティブ・キャンペーンを展開するためのフェイクニュースや陰謀論が、Facebook、Twitter、YouTubeなど大手プラットフォームでも出回るようになり、のちに大手は対策を迫られることとなった。このような事態を招いた理由として、政治の機能不全による自由民主主義の失速が背景にある。リベラル層への反感は、そのままリベラル的な価値観とエリート（マスコミや学者など既得権益者）の否定につながり、2010年代後半には排外主義的な右派ポピュリストやオルタナ右翼の台頭を招いた。さらにこの流れは、鬼畜系雑誌『危ない1号』でも提唱された「正義や真実、普遍的価値など本当は存在しない」というシニカルな相対主義をより加速させた。客観的事実よりも個人の感情や思い込みへの訴えかけのほうが、世論の形成に影響力を与えるような社会状況は、ポスト・トゥルース（ポスト真実）と呼ばれている。
ドイツの哲学者であるマルクス・ガブリエルは、自明の真実を否定するポスト・トゥルースと、その根幹をなすポストモダン的な相対主義について「間違っているというだけでなく、民主主義にとって非常に危険な考え方」「真実がいくつも存在するという相対主義の見方は、事実に直面するのを避けるための言い訳に過ぎない」と厳しく批判した。マルクス主義の立場からも政治哲学者の斎藤幸平は「相対主義に従えば、他者と互いに理解し合うことなどはできない、それぞれ、分断された世界に住んでいるのだということになる」「相対主義者は『他者性』（文化・価値観の違い、よその伝統など）をつくり上げることによって、自分が見たいものだけを見ている」と一蹴した。
日本発祥の匿名掲示板文化（＝CHANカルチャー）によって育まれたオルタナ右翼、トランプ支持者、QAnon陰謀論者ら（イタリアゲート陰謀論など選挙不正のデマを広げた）が、アメリカ合衆国議会議事堂を襲撃・占拠したのは、2021年1月6日のことである。
匿名掲示板やSNSによって過激化した陰謀論とプロパガンダ、そして真偽や善悪の解釈を相対化するポストトゥルースの思考は、SNSのエコーチェンバー現象によってリベラル＝保守の政治嗜好を二極化させ社会を極度に分断した。2016年および2020年のアメリカ大統領選、そして2022年のロシアによるウクライナ侵攻では、SNSによる認知戦が大きな影響力を及ぼした。政敵を陰謀論やフェイクニュース呼ばわりでで徹底的に攻撃し、歪められた善悪二元論で社会を分断する思考法は、キリスト教原理主義カルトと類似するとの指摘がある。

## 虚偽報道の背景
虚偽報道が後を絶たないことに様々な理由が挙げられる。

### 取材者や編集者の目論み・思想と事実・現実との差
根本的な理由としては、記者・ディレクターや取材チームが取材を開始する以前に、記事に対する評価の期待値を計算し、自分なりの見通しや願望を立てていることがある。特にドキュメンタリー番組・映画などでは撮影以前に企画者がシナリオを作成している事が当たり前である。取材・撮影の進展によって予想外の事態が発生したり、思わぬ事実、さらには自分の理想・思想と相反する実態が判明することも、当然多々起き得るものである。取材者・企画者がそれを受け入れて、自分で組み上げた見通しやシナリオを、取材した事実に沿って修正する事ができるならば虚偽にはならない。だが、当初のままで押し進め、映像やコメントを自らの意図に沿う形に編集したり、取材対象者に自身の発言ではなく取材陣の求める内容の発言をさせるなどして、事実を歪めれば虚偽報道に陥る。

### 時間・予算の制約
上記のように取材前に立てたシナリオや仮説を途中で変更できない背景には、時間や予算の制約があるためであるとされる。

### 処分の差
また、報道機関により、虚偽報道に関与した社員に対する処分にはかなりの差がみられる。解雇という厳罰で臨む社もあれば、口頭での「厳重注意」処分程度で済ませる社もあり、その企業体質も強く関連すると見られる。

## 組織ぐるみの虚偽報道とその対応・国家レベルの虚偽報道
経済平和研究所によれば、政府主導の虚偽報道は国内平和の低下と0.60という極めて高い相関指数を示しており、国内平和を実現するために政府は虚偽報道ゼロを目指すべきとしている。政府の虚偽報道、インターネットの利用状況、報道の自由度指数から判断した2022年度の日本の情報の自由度は、残念ながら世界第30位にとどまっている。アジアでは韓国、キプロス、台湾よりさらに下位だが、少なくとも米国よりはましである。
伊藤律会見報道、「ジミーの世界」報道、皇族スピーチ報道などはいずれも組織内の個人が功名心などに駆られて行なった虚偽報道であり、組織全体からすれば一種の誤報と見られなくもない。
一方で記者個人のみに一切の責任があるとし、校正を行うべき編集者や責任者たるメディア全体の反省がなされないため、体質改善が出来ずにやらせ虚偽報道が続くとの批判がある。逆に徹底した原因究明と明確な謝罪を行ったワシントン・ポストはむしろ評判をあげた。
有事においては、国家レベルで国益追求や政府高官のメンツという功利主義のもとで大規模な虚偽報道がなされる例もある。大日本帝国の大東亜戦争中における大本営発表や、敗戦後の占領下でのGHQによる言論統制下に於ける報道ではあえて事実を改変した報道が行われた。また中国・北朝鮮や軍政下のミャンマー・中東諸国などの独裁国家のメディア、自由主義国であってもイラク戦争におけるアメリカ合衆国の対外発表のように、現在でも例がある。また、2016年のドナルド・トランプの米国大統領の当選後、北マケドニアの町、ヴェレスで多数の親トランプ的な虚偽報道が生産されることがメディアによって捕捉され、同市は「フェイクニュースのハブ」と呼ばれるようになった。

## インターネットでの虚偽報道
また、近年は虚偽の情報でつくられたインターネットニュースも問題視されている。主にネット上で発信、拡散される嘘の記事を指すが、誹謗中傷を目的にした個人の投稿などを含む場合がある。また、個人の投稿をテレビ、新聞等のニュースメディアが真偽確認をせず拡散する例も頻発している。インターネットでの虚偽報道は、SNSで発信、拡散される影響力を持つが、誤報であったとしても謝罪までは到らずうやむやになるケースが多い。
2016年8月25日、サイゾー系ウェブサイトのネットニュースにて、NHK関係者の発言として番組内の捏造を示唆する記事が掲載されたが、実際は取材の事実はなく、関係者の回答は架空のものであった。記事を書いた20代男性は、契約前に取材や記事執筆の経験はなかった。同社では編集長ら3名の社員が、30人程度の外部執筆者の原稿を受け取り、1日10本程度の記事を配信していたが、内容の真偽については確認していなかった。揖斐憲社長は「ネット上の書き込みを丸ごと信用してしまった」と説明し、「記事量とチェック体制のバランスが欠けていた。コストをかけずにPVを稼ぐため、記事本数で賄おうとする無料ネットメディアの構造的問題もある」とネットメディア全体の問題点も指摘した。
なお、日本青年会議所(JC)の「宇予くん」炎上事件の時に流出した資料によると、ツイッター等インターネットメディアを使って工作活動を行う企業やプロは存在しており、報酬は数百万円かかるとされている。
映画「ノロイ」では、登場する架空のジャーナリスト小林雅文のホームページインターネットアーカイブや小林のファンのブログなどが実際にインターネット上で閲覧できるようになっていた。このケースでは、映画そのものがフィクションであることは容易に想像がつくため、インターネット上でのページ開設も映画のリアリティを増すための演出としてとらえることが出来る。
2014年の御嶽山噴火では民主党政権時代の政策に絡むインターネット上で流布された事実無根の捏造情報を信じた当時の自民党参議院議員が他党批判の材料として使用する形で捏造情報をTwitterで拡散し、これが発端となり党同士の紛糾および民主党から自民党への謝罪要求にまで発展し、その後フェイクニュースの拡散を助長した自民党議員がツイートを削除の上で公式に謝罪、これを無根拠に批判された側である民主党が受け入れて決着した。

## 主要通信社による虚偽報道
- 共同通信社

詳細は共同通信社#疑義が持たれた報道等を参照
- 時事通信社

詳細は時事通信社#不祥事を参照

## 主要新聞による虚偽報道
- 朝日新聞

詳細は朝日新聞#問題・疑義が持たれた報道を参照
- 読売新聞

詳細は読売新聞#疑義が持たれた報道・捏造報道・スキャンダルを参照
- 産経新聞

詳細は産経新聞の報道#誤報・スキャンダルを参照
新聞における虚偽報道の事例をいくつか挙げる。ここでは代表的な虚偽報道事件をあげるが、過去に多くの新聞社で虚偽報道事件が発生している（各社での事件は各社の項目「疑義が持たれた報道、スキャンダル」の節を参照）。

### 1867年　八戸事件 （清国 中外新聞）
八戸事件は、同治5年12月（1867年1月）に清国広州の新聞『中外新聞』に掲載された、「八戸順叔」なる香港在住の日本人が寄稿した征韓論の記事がきっかけとなり、日本と李氏朝鮮および清国との間の外交関係を悪化させた事件。征韓論は江戸時代末期（幕末）の吉田松陰や勝海舟らの思想にその萌芽が見られるが、現実の外交問題として日清朝三国に影響を及ぼしたのはこの八戸事件が最初である。この事件はその後も10年近く尾を引き、後の江華島事件における両国間交渉にまで影響を及ぼした。

### 1890年　蔵王山噴火偽報道事件 （関西日報　東京朝日新聞、現朝日新聞）
1890年（明治23年）1月21日に関西日報（廃刊済み）が、1月24日に東京朝日新聞（現在の朝日新聞）が、広島県深津郡市村（現在の福山市蔵王町）にある蔵王山が1月16日午後8時に噴火し山体が破裂し、土石流が南側に広がり福山市街地に1間（約30cm）以上積もるなど甚大な被害が出たと報じた。それによると蔵王山の北にある千田村（現在の福山市千田町）の酒造業者の水越某が噴火に巻き込まれ非業の死を遂げたため、妻が後追い自殺したなど、生々しい災害報道をした。しかし、蔵王山は火山ではなく当然噴火した事実もない。そのため翌日「事実無根」として記事の全面取消しをしたが、謝罪や虚偽報道をした背景は掲載されていないため、原因不明である。

### 1891年　西郷隆盛生還偽報道事件 （東京日日新聞、現毎日新聞）
1891年（明治24年）3月31日の東京日日新聞（現在の毎日新聞）に、西南戦争（1877年）で戦死したはずの西郷隆盛がシベリアで存命中との記事が掲載され、全国各地の新聞にも転載され、折りしもロシア皇太子（後の皇帝ニコライ2世）が来日することになっており、西郷も帰国するとの噂で持ちきりとなったが、実際には西郷が生きているはずは無かった。大津事件発生の原因の一つとする説がある。

### 1917年　淡路丸沈没虚偽報道事件 （報知新聞）
1917年（大正6年）3月26日、報知新聞に日本郵船の華北連絡船「淡路丸」が玄界灘で沈没したと至急電報がもたらされ、同社はただちに号外を出した。当時は第一次世界大戦の最中であり、日本近海にドイツ帝国海軍が敷設した機雷で沈没したとして株式市場が混乱した。実際は淡路丸は無事であり、株価の混乱を引き起こすことで巨額の資金を得ようとした詐欺事件であった。容疑者として東京朝日新聞記者の山中峯太郎と国民新聞記者の松岡泰助、証券会社社員のグループなどが検挙された。

### 1950年　伊藤律会見報道事件 （朝日新聞）
1950年（昭和25年）9月27日付け朝日新聞夕刊に、当時レッドパージにより地下に潜伏中だった日本共産党幹部伊藤律と宝塚市の山林で会見したとする記事が載ったが、その後に記事が完全な虚偽であったことを判明した。朝日新聞は3日後社告で謝罪した。担当記者は退社、神戸支局長は依願退社、大阪本社編集局長は解任となった。

### 1952年　もく星号墜落事故・死者の談話掲載事件 （長崎民友新聞）
1952年4月9日、日本航空のマーチン2-0-2型旅客機「もく星号」が飛行中消息を絶った。翌日、三原山に激突・大破しているのが発見され乗員乗客全員の死亡が確認された。しかし事故の翌日の長崎民友新聞に乗客であった漫談家大辻司郎の救助後の談話が掲載された。無論、大辻も既に“亡くなっていた”わけで虚偽であった。原因であるが「漂流中に全員救助」の誤った情報を耳にした秘書が早合点して長崎の新聞社に気を利かせて無事を連絡したためであった。

### 1957年　売春汚職事件 （読売新聞）
1957年（昭和32年）10月18日、読売新聞朝刊の社会面に、前年に成立した売春防止法に反対していた売春組織の赤線から、宇都宮徳馬・福田篤泰両代議士が収賄していたという記事が掲載された。しかし、これは読売新聞に情報を漏らす法務省関係者を炙り出すため、検察庁が法務省に仕掛けた偽情報であった。読売新聞社は両代議士から事実無根と告訴され、記事を執筆した立松和博記者は名誉毀損で逮捕（のちに不起訴処分）された。立松はのちに懲戒休職処分をうけ記者生命を絶たれた。

### 1959年　北朝鮮帰還運動に関する報道 （マスコミ各社）
詳細は「在日朝鮮人の帰還事業」を参照
朝鮮戦争で荒廃した国家再建と日本からの帰還家族への送金を目当てに大々的な帰還事業を展開した。日本政府も「厄介者」扱いだった在日朝鮮人の締め出す好機として支援した。朝日新聞は、1959年12月、北朝鮮を地上の楽園として紹介したが、他の読売新聞、毎日新聞、産経新聞など主要マスコミ各社も似た論調で北朝鮮政府の宣伝をそのまま報道して帰還事業を積極的に支持した。その後実態が判明した後も虚偽の報道を継続。

### 1980年　朝鮮人狩り報道 （朝日新聞）
朝日新聞は、1980年3月7日朝刊（川崎・横浜東部版）において、吉田清治の取材をもとに、日本への労働力とするため、朝鮮半島で暴力を用いた朝鮮人狩り（労務者狩り）が行われたとする記事を掲載するも、後に研究者らへの取材などから、吉田の所属した山口県労務報国会は、指揮系統からみて職員が直接朝鮮に出向くことは考えにくいとして証言を虚偽と判断、撤回した。ただし、その後、これについてジャーナリストの今田真人は、職員が朝鮮に出向くことがありえたことを証明する資料を発見、結局、朝日新聞が見解の根拠とした研究者も、暴力行使による朝鮮人狩りの有無は不明としながらも今田の発見資料自体は正しいことを認めている。

### 1980年　「ジミーの世界」事件 （米 ワシントン・ポスト）
1980年9月28日、アメリカ・ワシントン・ポスト紙はジャネット・クック記者の署名の入ったジミーの世界(Jimmy's World)という長文の記事を報じた。それはワシントン市に住む8歳のヘロイン常習患者について描くもので、彼の母はヘロイン常習者がたむろする食堂を経営し、その愛人は麻薬の密売人。ジミーの腕には注射のあとが残っているなど、生々しい2256語にのぼるルポルタージュであった。当時ヘロインはワシントンの深刻な問題になっており、関心が高まっていた。
記事は市民に衝撃を与え、大きな反響があった。ワシントンの警察もジミーを保護するために大捜索を行った。しかし、そのような少年は見つからなかった。市長や警察はワシントンポストの記事に対する疑念を抱くようになっていた。
この記事で、ワシントン・ポスト紙は1981年、ピューリッツァー賞を受賞した。
しかし、やがてAP通信がクック記者の経歴を報道すると、その中に多くの嘘があることが明らかになった。不審を抱いたポスト紙編集幹部はクックを追及し、彼女は功名心にかられてすべて嘘の記事を書いたことを認めた。「ジミー」は架空の少年だった。クック記者は「人に漏らせば自分の生命に危険が及ぶ」という理由で、当事者の身元も情報源も自社の編集責任者に明らかにしていなかった。ワシントン・ポスト紙はピューリッツァー賞を辞退し、同紙におかれているオンブズマン（外部の大学教授がその任にあった）による調査を実施した。
調査結果は5面にわたって紙上に詳細に公表された。調査結果は捏造の経過と社内の問題点について明らかにし、次のような点を指摘している。
- 幹部が疑いを持ちながらも、厳しい追及を怠った。
- 記者を信頼する仕事の仕方が限度を超えた。上司は取材源を確かめて聞くことさえしていない。
- 特ダネを期待する過度の功名心の弊害が社内に強かった。

などである。

### 1982年　朝鮮人慰安婦 強制連行報道 （朝日新聞）
朝日新聞は、1982年9月2日、吉田清治の講演をもとに、自分が直接指揮をして、慰安婦を含む朝鮮人数千人を日本へ強制連行したとする記事を掲載。その後も十年以上に渡り吉田清治に関連した記事を掲載し続けた。2014年８月５日付の紙面で、朝日新聞はそれまでの取材から吉田の証言を虚偽だと判断したとしてこれらの記事を取消し、朝日新聞2014年12月23日朝刊にて謝罪文が掲載された。ただし、今田真人は自身の調査から吉田の証言が必ずしも虚偽とはいえないとし、朝日新聞が虚偽とまで断定して取消した点を批判している。いずれにせよ、朝日新聞から依頼されて調査にあたった吉見義明教授に吉田清治は十分な資料の開示を拒否し、吉見教授は「証言としては使えないと確認するしかなかった」と指摘した点については変わっていない。

### 1984年　「日出処の天子」事件 （毎日新聞）
1984年1月24日の毎日新聞夕刊に、「えっこれが聖徳太子？法隆寺カンカン」との記事が掲載。当時連載中だった山岸凉子作の少女漫画『日出処の天子』に登場する聖徳太子の同性愛描写を法隆寺関係者が問題視し、抗議を検討しているという内容で、作者と連載誌編集長の反論コメントも掲載されていたが、その全てが毎日新聞社奈良支局の若手記者による創作であり、2月4日に誤りを認める「おわび」記事が掲載された。
実際には記事掲載前日に法隆寺を訪れた記者の側から「このような漫画があるが問題ではないか」という話をもちかけていたが、法隆寺は「そんな漫画は知らないし、読んでみないことには何とも言えない」と態度を保留。しかし、それで話が通じたと思い込んだ記者は取材を断られた作者と編集部のコメントも創作して記事にしていた。

### 1989年　珊瑚落書き報道事件 （朝日新聞）
1989年4月20日の朝日新聞夕刊に、「沖縄県西表島のサンゴに『K・Y』の落書きがされている」という記事が載った。しかしその後、記事を書いた朝日新聞の記者が作成した、自作自演であったことが明らかになった。朝日新聞は5月16日「報道に行き過ぎがあったこと」としお詫び記事を掲載したが、さらに5月20日に至ってようやく捏造であったことを認めた。当事者の本田嘉郎カメラマンは懲戒解雇され、その他関係者も停職、朝日新聞社社長の一柳東一郎が引責辞任した。

### 1989年　グリコ・森永事件の犯人取調べ捏造事件 （毎日新聞）
1989年6月1日の毎日新聞にて、グリコ・森永事件の犯人が取調べを受けているという内容のスクープ記事が掲載されたが、その全てが虚偽であることが判明した。それにともない、岩見隆夫編集局長（当時）が引責辞任した。

### 1989年　宮崎勤のアジト捏造事件 （読売新聞）
1989年8月17日の読売新聞にて、東京・埼玉連続幼女誘拐殺人事件の容疑者である宮﨑勤の潜伏するアジトを発見したという内容の記事が掲載された。しかし、記事の内容は虚偽であり、しかも記事を担当した記者の名前や処分は発表されなかった。

### 1992年　軍の命令による慰安婦強制連行報道 （朝日新聞）
朝日新聞は、1992年1月11日、「慰安所 軍関与示す資料」との見出しで、慰安所について、「開設当初から約８割が朝鮮人女性だったといわれる。太平洋戦争に入ると、主として朝鮮人女性を挺身隊（ていしんたい）の名で強制連行した。その人数は8万とも20万ともいわれる」などと報道した。後に、軍需工場などに動員した「女子勤労挺身隊」と兵士らの性の相手をさせられた慰安婦とは異なることを朝日新聞も知り、また、慰安婦の数や朝鮮人女性の比率等も諸説みられる状態となった。ために第三者委員会から、「あたかも挺身隊として『強制連行』された朝鮮人慰安婦の人数が８万人から２０万人であるかのように不正確な説明をしている点は、読者の誤解を招くものであった」と指摘を受けた。そこで、2014年12月、朝日新聞は、閲覧データベースに「慰安婦と挺身隊の混同があり、『主として朝鮮人女性を挺身隊の名で強制連行した』という表現は誤りでした。これまでの知見では、慰安婦の数や朝鮮人女性の比率もはっきりわかっていません」といった断り書きを以降付けることにした。

### 1995年　スティーブン・グラスによる記事捏造
スティーブン・グラスは1995年から1998年にかけ『en:The New Republic』などで記事を捏造していた。1998年に発覚し彼は解雇された。後にこの事件は『ニュースの天才 (Shattered Glass) 』という題名で映画化された。

### 2000年　Who are you ?捏造報道 （毎日新聞）
2000年5月、当時の首相森喜朗がアメリカ大統領ビル・クリントンに対して出鱈目な英語の挨拶を行ったという報道が、7月末開催の九州・沖縄サミットへの揶揄と併せて、雑誌フライデー、週刊文春により報じられた。なお、週刊朝日はこの話に当初から懐疑的であった。事実は毎日新聞論説委員高畑昭男による創作であり、森はこのデマを批判している

### 2005年　秋篠宮「お言葉」捏造事件 （産経新聞）
2005年4月15日付け産経新聞社会面で、秋篠宮文仁親王が第14回地球環境大賞の授賞式に出席した際、「お言葉」の中で「フジサンケイグループの主催」に言及したとする記事を掲載したが、実際にはそのような事実はなかった（皇族が私企業の活動を讃えたりする事は発言が利用されるのを防ぐ為、控えるべきとされている）。産経は後日誤りを認め、該当部分の撤回を行なった。

### 2005年　新党日本に関する捏造事件 （朝日新聞）
2005年8月21日の朝日新聞で当時田中康夫長野県知事が新党を結成すると噂されていたことに関し、長野総局記者の取材による記事を掲載したが、田中康夫本人から取材を受けた事実は無いと指摘されたことで、記事の捏造が発覚した。記者は懲戒解雇、朝日新聞は8月30日に謝罪文を発表した。

### 2008年　ニューヨークで発生した著名ラップ歌手銃撃事件に関する報道 （米 ロサンゼルス・タイムズ）
1994年に起きたこの事件に関する、ロサンゼルス・タイムズの「連邦捜査局から入手した資料」を基にした“マネジャーらが関与”とする特ダネ記事は、ピューリッツァー賞受賞歴もある執筆者の記者による捏造であった事が2008年3月に判明した。同紙は虚報であった事を全面的に認め謝罪・記事を撤回。

### 2008年　毎日デイリーニューズ英語コラム虚偽報道 （毎日新聞 毎日デイリーニューズ）
毎日新聞社の英語報道メディアMainichi Daily News（「毎日デイリーニューズ」）で日刊紙時代の1989年10月に連載が始まり、2001年春のWeb サイト移行時にも継承されたコラム「WaiWai」において、日本人についての虚偽にもとづく低俗な内容の記事が掲載・配信された問題。2008年に表面化し、同コラムの閉鎖、担当記者や上司の処分、ウェブサイト配信分に関する社内調査結果の公表などに発展。

### 2011年　京都大学入試問題漏洩報道 （産経新聞）
2011年2月末、京都大学を始めとするいくつかの大学で発生した大学入試問題ネット投稿事件で産経新聞は3月2日、電子版と関西版夕刊に“捜査関係者からの情報”として「東京の高校生2人が関与し、京都府警察も特定済み」と報じたが、実際に行なっていたのは仙台市在住の予備校生だった。5日、記事の全面撤回と謝罪公告を掲載。

### 2012年　自衛隊訓練拒否報道 （産経新聞）
2012年7月、陸上自衛隊が東京都内で行なった災害初動対応訓練の際、産経新聞が、“幾つかの区役所で「迷彩服姿を区民に見せるな」と入館を拒否された”と報じた（25日付け朝刊）が、実際には宿泊訓練を「夜間で無人になるから職員が対応出来ない、やるなら駐車場でキャンプを」と言われたのみで、通信訓練は受け容れられていた。“拒否した”と報じられた11区が抗議声明及び虚報に関する申し入れを行い、産経も謝罪。

### 2014年 吉田調書報道 （朝日新聞）
朝日新聞は、2014年5月20日、2011年の福島第一原発事故後の吉田調書について、「第1原発にいた9割の650人が吉田所長の待機命令に違反し、10キロ南の第2原発に撤退した」との報道を行った。これについては、後に当時東京電力・福島第一原発の所長だった吉田昌郎自身が所員らが撤退したことのほうが正しい判断であったことを認めたものであったため、朝日新聞自体もこういった表現を使った結果、多くの社員が逃げ出したかの印象を与える不適切な記事だと判断、記事を取り消した。

### 2014年 架空の人物による高校球児応援活動 （茨城新聞）
茨城新聞は2014年7月27日付紙面で、茨城県内の社会人野球クラブでマネージャーを務めている18歳の女性が白血病と闘病しながら高校球児を応援する活動をおこなっているという内容の記事を掲載したが、その後の取材で、この女性マネージャーが実在せず、中部地方在住の20代女性が創作した架空の人物だったことが10月に判明した。茨城新聞は10月24日付紙面で、訂正・謝罪をおこなった。

### 2017年 沖縄米兵による事故からの日本人救出報道（産経新聞・八重山日報）
産経新聞は2017年12月9日付「危険顧みず日本人救出し意識不明の米海兵隊員 米軍属判決の陰で勇敢な行動スルー」と題した記事で、高速道路上の交通事故現場に居合わせた駐沖縄アメリカ海兵隊曹長が自身の負傷をおして日本人を救出したと書き、沖縄報道機関各社はこれを黙殺したとして「報道しない自由か」と非難し、沖縄タイムスと琉球新報を名指しで「メディア、報道機関を名乗る資格はない。日本人として恥だ」と報道。しかし虚偽が発覚し、2018年2月8日に産経新聞は謝罪記事を公開した。

## テレビの虚偽報道

### コメントやテロップによる虚偽報道
テレビにおける虚偽報道は、いわゆるやらせと密接な関係を持つことが多い。映像･音声（カメラ、マイク、場合によっては照明など）を伴うテレビにおいては新聞、雑誌のような活字メディアより手の込んだ手段、いわゆるやらせ（出演者による演技）を伴う場合が多く、また、出演者が絡まなくとも制作者が介入して「いい絵」を撮るために現場の状況に手を加える場合があり（例:後述の「ムスタン」の流砂の例）、状況が複雑である。
まず、新聞や雑誌などと同様な単純な虚偽報道として「虚偽コメント（ナレーション）」「虚偽テロップ」がある。これはいわゆる「やらせ」にはあたらない虚偽報道である。例えば1992年に日本放送協会で放映された『NHKスペシャル』「奥ヒマラヤ禁断の王国・ムスタン」の事例では、取材中、少年僧が雨乞いの祈りをするのだが、わずかな量の雨が降ったにもかかわらず、「少年僧の願いもむなしく、雨は一滴も降らなかった」とコメント（ナレーションでの解説）を付けている。これは調査報告書でも虚偽であったとされた。
これとは別に、NHKの「ムスタン調査報告書」では問題が無いとされたが、番組内ではあたかも「ムスタン」が独立した王国であるかのようにコメント・編集されていた件もある。実際には「ネパール王国（当時）」の一部であった。これを虚偽コメントとする見方もある。
また2003年、TBSは自社の報道・情報番組『サンデーモーニング』において、東京都知事（当時）の石原慎太郎が講演において「私は日韓合併を100%正当化するつもりはない」と発言したことについて、該当箇所の最後の部分が聞き取りづらくなっていた状態で「私は日韓併合の歴史を100%正当化するつもりだ」と全く正反対の内容を示すテロップを付けて報じ、出演していたコメンテーターがそれに基づいて石原を批判した事例がある（「石原発言捏造テロップ事件」）。これについてTBSは放映から約3日後に訂正放送を行って謝罪したが、意図的な捏造ではないと主張し、またこの誤った編集に基づくコメンテーターによる石原批判については謝罪しなかった。

### いわゆる「やらせ」による虚偽報道
ジャーナリストのばばこういちは「やらせ」を分類し、「単純再現」「悪質再現」「捏造」を挙げている。ばばは「単純再現」は許され、「悪質再現」は許されないとのスタンスを取っているが、「単純再現」と「悪質再現」の線引きは難しい。
「ムスタン」では高山病にかかったスタッフが回復後にディレクターの指示で高山病の演技をしたが、ディレクターはスタッフにもっと大げさに苦しむ演技を要求したという。これは「単純再現」と見る見方もあるかもしれないが、事実の再現にあたっては誇張や歪曲をせず、出来るだけ正確にすべきという観点からすれば「悪質再現」と見ることもできる。また、故意に流砂現象を引き起こしたとされる件もあったが、これは厳密に言うとやらせを伴わない再現行為であり、許されるかどうか微妙なところである。
「捏造」を伴うやらせが虚偽報道であることは論を俟たない。「ムスタン」で言えば小学校の理科の授業として「山羊の解剖」を行なったケースがそれである。この小学校では日常的にそのようなことは行なわれていないため、再現行為には当たらず、「捏造」であることが明らかになっている。

### 映像・音声の編集による虚偽報道
テレビでは撮影された映像をそのまま放送するわけではない。撮影してきた映像の中から必要な部分だけ切り取り、他の多くの映像とつないで編集する。例えばインタビューの場合、前提条件の部分をカットし、結論の部分だけ放送するなども行なわれ、発言者の真意が歪曲され、時には反対の意味で報道されることがある。
また、インタビューでなくても、関係のない映像を編集してつなぐことにより視聴者に一定の意味を伝えることができる（モンタージュ）ので、非言語的な虚偽報道も可能である。

## その他のメディアにおける虚偽報道

### ラジオ
ラジオでは最近は虚偽報道が表面化することは必ずしも多くはないが、音声を扱っていることから、単純な虚偽コメントだけでなく、出演者を巻き込んで演技させるいわゆる「やらせ」による虚偽報道が行なわれている可能性を指摘する者もいる。音声は映像よりはるかに加工しやすく、編集した跡が映像と違って分からないという特性もある。また擬音を用いることもできる。映像の拘束を受けずに細かい編集も簡単なので、編集による虚偽報道は容易である。

### エイプリルフール報道
イギリスでは毎年4月1日には新聞各社からテレビのニュース番組で虚偽であるがユーモアに満ちたエイプリルフールのニュースを各マスコミがこぞって報じるのが慣例になっている。英国放送協会（BBC）は、1991年まで朝夕に日本向けに短波ラジオで日本語放送を行っており（BBCワールドサービスを参照）、日本にも毎年4月1日にはエイプリルフールのニュースが放送されていた。1980年に「ビッグ・ベンの時計がデジタル表示化されることになり、針が不要になったので聴取者のみなさんにプレゼントします」と放送したところ、真に受けた日本の聴取者から問い合わせが相次いだ。故意ではあるが悪意のないユーモアに基づいた報道により、視聴者が騙されることになった。ちなみに「ビッグ・ベンのデジタル時計化」は、2008年にもデイリー・エクスプレスがエイプリルフール・ニュースとして掲載した。
日本のメディアでは、1955年4月1日付の英字新聞『ニッポンタイムズ』（現・ジャパンタイムズ）が「ソ連爆撃機が羽田空港に着陸」というエイプリルフールのニュースを掲載したところ、警視庁や一部の外国通信社からも問い合わせの電話がかかる騒ぎになった。
テレビのエイプリルフールのジョーク番組としては「第三の選択(Alternative 3)」（製作：英・アングリアTV）が、現在に至るまで影響を与えている。詳細はアポロ計画陰謀論の項を参照。

## 研究
IQ
IQが高い人もフェイクニュースに騙される。
認知能力
認知能力が低い人は、フェイクニュースを訂正しても修正した対応が取れない。
年代と情報拡散
フェイクニュースは真実より拡散が早く、怒りが伴うものが拡散しやすく、身近な人に拡散して身近な人からの話というバイアスによってフェイクニュースの信ぴょう性が上がった状態で更に拡散させた。ファクトチェック済で嘘と判明しているニュースでも75％の人間がフェイクニュースを信じる結果となった。「自己評価が高い」、「メディアの与える負の影響を周囲の人たちに注意していると考えている」という人ほど、フェイクニュースを広める傾向が見られた。

## フェイクニュースを取り扱った作品
- 『バトルランナー』
- 『ウワサの真相/ワグ・ザ・ドッグ』
- 『日本の黒い夏─冤罪』
- 『記者たち 衝撃と畏怖の真実』
- 『新聞記者』